# Portadown FC
Portadown Football Club je severoirský fotbalový klub z města Portadown. Čtyřikrát vyhrál 1. severoirskou ligu (1989/90, 1990/91, 1995/96, 2001/02), třikrát získal severoirský fotbalový pohár (1990/91, 1998/99, 2004/05).

## Bilance v evropských pohárech
| Soutěž                     | Počet utkání | Vítězství | Remízy | Prohry | Vstřelené g. | Obdržené g. |
| -------------------------- | ------------ | --------- | ------ | ------ | ------------ | ----------- |
| Pohár mistrů / Liga mistrů | 6            | 0         | 1      | 5      | 3            | 24          |
| Pohár UEFA / Evropská liga | 24           | 2         | 6      | 16     | 12           | 51          |
| Pohár vítězů pohárů        | 2            | 1         | 0      | 1      | 4            | 7           |